# Allophorocera chaetosa
Allophorocera chaetosa är en tvåvingeart som först beskrevs av Townsend 1926.  Allophorocera chaetosa ingår i släktet Allophorocera och familjen parasitflugor. Inga underarter finns listade i Catalogue of Life.